# العلاقات التشيكية الصربية
العلاقات التشيكية الصربية هي العلاقات الثنائية التي تجمع بين التشيك وصربيا.

## مقارنة بين البلدين
هذه مقارنة عامة ومرجعية للدولتين:
| وجه المقارنة                                              | التشيك                                                                            | صربيا                                                      |
| --------------------------------------------------------- | --------------------------------------------------------------------------------- | ---------------------------------------------------------- |
| المساحة (كم2)                                             | 78.87 ألف                                                                         | 88.36 ألف                                                  |
| عدد السكان (نسمة)                                         | 10.52 مليون                                                                       | 7.02 مليون                                                 |
| الكثافة السكانية (ن./كم²)                                 | 133.38                                                                            | 79.45                                                      |
| العاصمة                                                   | براغ                                                                              | بلغراد                                                     |
| اللغة الرسمية                                             | اللغة التشيكية                                                                    | اللغة الصربية                                              |
| العملة                                                    | كرونة تشيكية، كرونة تشيكوسلوفاكية                                                 | دينار صربي                                                 |
| الناتج المحلي الإجمالي (بليون دولار)                      | 215.73 مليار                                                                      | 41.43 مليار                                                |
| الناتج المحلي الإجمالي (تعادل القوة الشرائية) بليون دولار | 356.15 مليار                                                                      | 100.13 مليار                                               |
| الناتج المحلي الإجمالي الاسمي للفرد دولار أمريكي          | 17.55 ألف                                                                         | 5.24 ألف                                                   |
| الناتج المحلي الإجمالي للفرد دولار أمريكي                 | 31.19 ألف                                                                         | 13.59 ألف                                                  |
| مؤشر التنمية البشرية                                      | 0.878                                                                             | 0.771                                                      |
| رمز المكالمات الدولي                                      | +420                                                                              | +381                                                       |
| رمز الإنترنت                                              | .cz                                                                               | .rs، .срб ‏                                                 |
| المنطقة الزمنية                                           | ت ع م+01:00، ت ع م+02:00، توقيت وسط أوروبا، توقيت وسط أوروبا الصيفي، أوروبا/براغ ‏ | توقيت وسط أوروبا، ت ع م+01:00، ت ع م+02:00، أوروبا/بلغراد ‏ |

## مدن متوأمة
في ما يلي قائمة باتفاقيات التوأمة بين مدن تشيكية وصربية:
- ترتبط Kyjov [الإنجليزية]‏ مع بريزرن باتفاقية توأمة منذ 14 أبريل 2011.[14][15][14][16]
- ترتبط أولوموتس مع سوبتيتسا باتفاقية توأمة.
- ترتبط Kralupy nad Vltavou [الإنجليزية]‏ مع شاباتس باتفاقية توأمة.
- ترتبط فالاشسكي ميزيريتشي مع تشاتشاك باتفاقية توأمة.

## منظمات دولية مشتركة
يشترك البلدان في عضوية مجموعة من المنظمات الدولية، منها:
| علم المنظمة | اسم المنظمة                               | تاريخ انضمام التشيك | تاريخ انضمام صربيا |
| ----------- | ----------------------------------------- | ------------------- | ------------------ |
|             | المنظمة الأوروبية لسلامة الملاحة الجوية   | 1996                | 2005               |
|             | منظمة الشرطة الجنائية الدولية             | ?                   | ?                  |
|             | الاتحاد البريدي العالمي                   | ?                   | ?                  |
|             | الفريق المعني برصد الأرض                  | ?                   | ?                  |
|             | مجموعة الموردين النوويين                  | ?                   | ?                  |
|             | مؤسسة التنمية الدولية                     | 1993                | 25 فبراير 1993     |
|             | منظمة الأمن والتعاون في أوروبا            | 1993                | 3 يونيو 2006       |
|             | مؤسسة التمويل الدولية                     | 1993                | 25 فبراير 1993     |
|             | مجلس أوروبا                               | ?                   | 3 أبريل 2003       |
|             | منظمة حظر الأسلحة الكيميائية              | ?                   | ?                  |
|             | الأمم المتحدة                             | 19 يناير 1993       | 1 نوفمبر 2000      |
|             | الاتحاد الدولي للاتصالات                  | 1993                | 1 يونيو 2001       |
|             | البنك الدولي للإنشاء والتعمير             | 1993                | 25 فبراير 1993     |
|             | المركز الدولي لتسوية المنازعات الاستشارية | 22 أبريل 1993       | 8 يونيو 2007       |
|             | وكالة ضمان الاستثمار متعدد الأطراف        | 1993                | 19 مارس 1993       |
|             | يونسكو                                    | 22 فبراير 1993      | 20 ديسمبر 2000     |

## وصلات خارجية
- موقع وزارة الخارجية التشيكية
- موقع وزارة الخارجية الصربية